# Сосновый лес
Сосно́вый лес, сосня́к — лес, в древостое которого главной лесообразующей породой является сосна. Это вечнозелёный светлохвойный лес, который произрастает в основном в умеренной лесной и лесостепной зоне Северного полушария, также встречается в тропиках и субтропиках. Ажурность крон позволяет проникать под полог леса большому количеству тепла, влаги и света, благодаря этому здесь развит подлесок, много как собственного подроста, так и подроста других пород (например, ели).
Сосны устойчивы и к сильным морозам, и к жаре, произрастают на разных почвах — они обычно образуют леса в местах, малопригодных для других древесных пород, более конкурентоспособных в иных условиях. Сосна часто и обильно плодоносит, быстро растёт. Всё это обеспечивает восстановление соснового леса после рубок и пожаров. Хуже восстанавливаются только наиболее производительные группы типов соснового леса, например сосняк-кисличник, или группы со сложным напочвенным покровом, в которых сосна уступает место вейнику или другим древесным породам — осине, иногда ели, липе, дубу.

## Распространение
Сосновые леса распространены широко, в мире их около 325 млн га, в том числе в Европе — 75 млн га, Азии — 80 млн га и в Америке — 170 млн га.
Северные бореальные сосновые леса произрастают на равнинах Северной Америки и Евразии. В северной части Евразии они состоят главным образом из сосны обыкновенной, насаждения из которой могут быть как чистыми, так и смешанными с другими хвойными (ель, лиственница) или лиственными породами (берёза, осина, дуб, липа). В Северной Америке преобладают другие виды сосны, например в Канаде преобладает веймутова сосна. Они могут образовывать боры или коренные смешанные леса с секвойей. Наиболее важными группами типов леса являются сухие лишайниковые боры (беломошники), толокнянковые сосняки, зеленомошники (черничники, брусничники), сфагновые сосняки.
Сосновые леса умеренного пояса, произрастающие в степной зоне Евразии, образуют островные боры Казахского мелкосопочника, Бузулукский бор в Предуралье, Кулундинские ленточные боры в Западной Сибири. В сосновых лесах горного Крыма и Кавказа произрастает в основном сосна Палласа, в Карпатах — сосна горная.
Субтропические сосновые леса растут в горах и на морских побережьях. Сосновые смешанные леса с можжевельником имеются в горах Мексики и Вест-Индии. Пиния, а также сосны алеппская, чёрная, канарская, палласова, приморская преобладают в Средиземноморье. Эндемиками являются сосна румелийская на Балканах, пицундская у кавказского мыса Пицунда. Леса из пинии с подлеском из можжевельника и дрока распространены на Пиренейском, Апеннинском и Балканском полуостровах. Здесь, а также в Малой Азии и на Крите распространены горные леса преимущественно из сосны чёрной с подлеском из вечнозелёных кустарников. Сосна канарская образует леса Канарских островов, алеппская — в Алжире, на Кипре, также имеется в Сирии и Палестине. Субтропические сосновые леса горного пояса Юго-Восточной Азии обычно лишены кустарников, травяной покров представлен злаковыми. Леса Юньнаньского нагорья образованы китайской красной сосной.
В тропиках на тощих почвах могут произрастать сосновые леса, похожие на северные, но имеющие другой видовый состав.
Например, в Вест-Индии произрастают сосна карибская, тропическая, западная, в Южной и Юго-Восточной Азии сосна островная, сосна суматранская (Pinus merkusii) и другие.

## Значение
Сосновый лес — источник качественной древесины, а также живицы и других ценных видов сырья. Используются даже пни: спустя 10—15 лет после рубки их используют для заготовки пнёвого осмола — сырья для получения смолистых веществ в лесохимическом производстве.
Средообразующая функция соснового леса распространяется не только на территорию, где он произрастает, а гораздо дальше. В окрестностях сосняков влажность воздуха и количество осадков выше, леса способствуют накоплению снега на полях, поэтому сосновые леса благоприятно влияют на урожайность, особенно в неурожайные годы.
Сосновые леса по сравнению с ельниками обеспечивают более равномерное увлажнение, потому что ажурные кроны и менее сомкнутый полог леса пропускают к поверхности почвы больше осадков, а бо́льшая глубина корней деревьев позволяет воде проникать в более глубокие слои почвогрунта. Корневая система соснового леса скрепляет песчаные почвы, препятствуя образованию песчаных заносов, укрепляя овраги и горные склоны. Он очень важен для сохранности почвенных вод, для защиты от снежных лавин и селевых потоков, велики его санитарно-гигиенические функции.
Сосновый лес выделяет в воздух вещества, токсичные для большинства микроорганизмов, это наиболее богатый фитонцидами лес. Он также выделяет вещества, благоприятно воздействующие на организм человека. Сосняки обладают повышенной устойчивостью ко многим повреждениям и рекреационным нагрузкам. По этим причинам сосновый лес — место массового отдыха. К тому же здесь собирают съедобные грибы, а также ягоды: чернику, бруснику, в болотистых местах — клюкву, морошку; на опушках, полянах, вырубках и в других хорошо освещённых местах — землянику и малину.